# (5852) Nanette
(5852) Nanette es un asteroide perteneciente al cinturón de asteroides, región del sistema solar que se encuentra entre las órbitas de Marte y Júpiter, descubierto el 19 de abril de 1991 por Carolyn Shoemaker y el también astrónomo David Levy desde el Observatorio del Monte Palomar, Estados Unidos.

## Designación y nombre
Designado provisionalmente como 1991 HO. Fue nombrado Nanette en homenaje a Nanette y Mark Vigil, hija y yerno de Wendee y David Levy (el segundo descubridor del asteroide).

## Características orbitales
Nanette está situado a una distancia media del Sol de 2,739 ua, pudiendo alejarse hasta 3,325 ua y acercarse hasta 2,152 ua. Su excentricidad es 0,214 y la inclinación orbital 18,64 grados. Emplea 1655,76 días en completar una órbita alrededor del Sol.

## Características físicas
La magnitud absoluta de Nanette es 12,1. Tiene 23,738 km de diámetro y su albedo se estima en 0,043. 